# Giuseppe Berneri
Giuseppe Berneri (Roma, 1637 – Roma, 15 settembre 1701) è stato un poeta e commediografo italiano, ricordato per aver composto il poema eroicomico in romanesco Meo Patacca.

## Biografia
Non si sa molto della vita di Berneri. Nato e vissuto a Roma, fu membro di diverse accademie letterarie del suo tempo, e soprattutto segretario dell'Accademia degli Infecondi, intesa a promuovere un teatro edificante religioso. Cortigiano di casa Rospigliosi, fu autore di drammi sacri e di commedie. Il suo prodotto principale è il "Meo Patacca ovvero Roma in feste nei trionfi di Vienna)", un poema eroicomico in ottave, scritto in romanesco.
Nel 1701, l'anno della morte, curò l'allestimento di una rappresentazione tratta dal suo poema eroicomico ("Intermedio nuovo con Meo Patacca, Nina e Menico, da recitarsi in qualsivoglia commedia e ricreazione").

## Opere

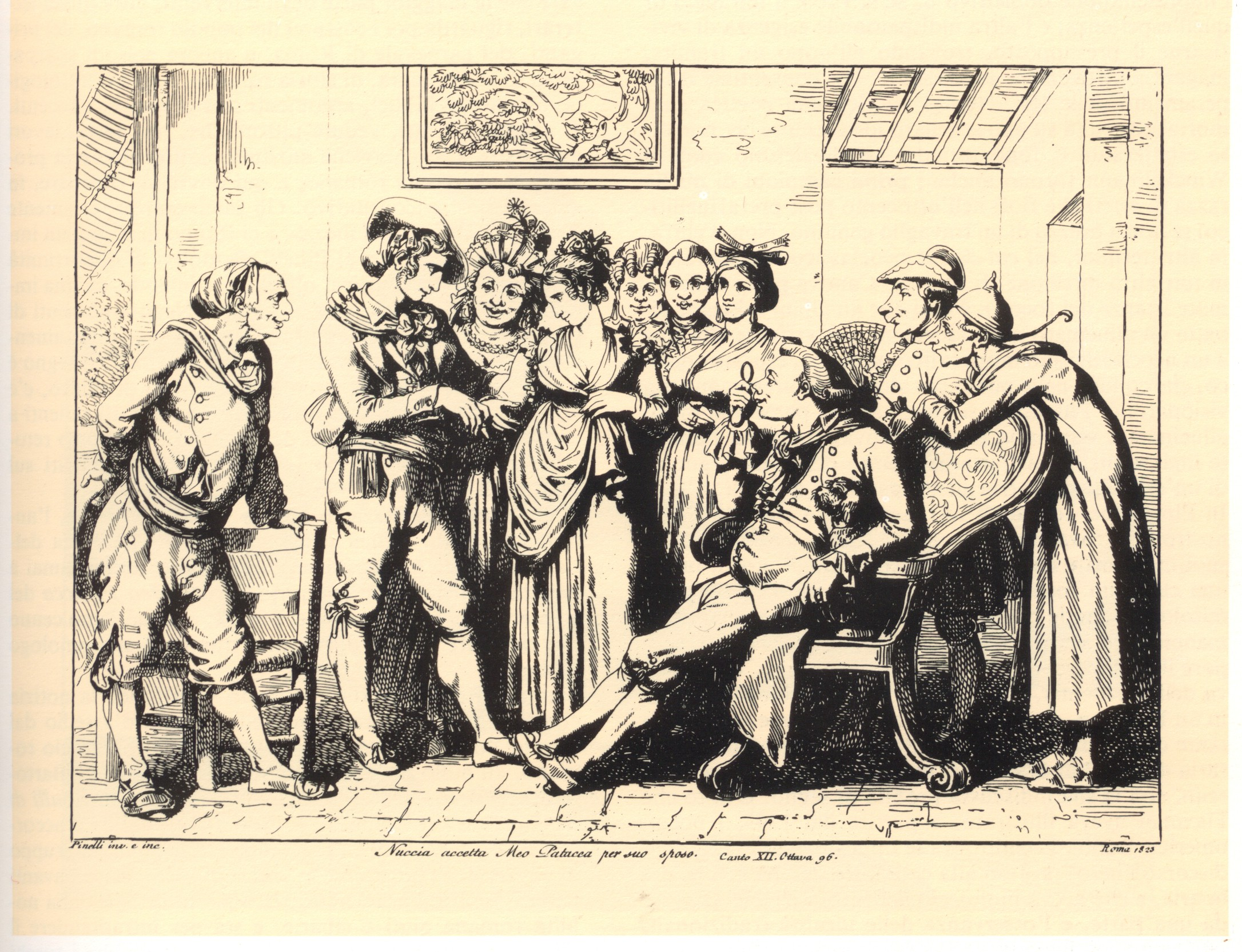
Bartolomeo Pinelli, illustrazione per il Meo Patacca

- Amor non vuol rispetto, opera scenica di Gioseppe Berneri, Bologna, Longhi, 1694
- I sensi disingannati dalla raggione, drama morale recitatiuo del signor Giuseppe Berneri romano, Orvieto, 1681
- Il pentimento glorioso d'Egidio, che fu poi religioso domenicano di gran fama e bontà, Drama recitativo, Roma, Michel'Ercole, 1682
- Il Meo Patacca, ouero Roma in feste ne i trionfi di Vienna, Poema giocoso nel linguaggio romanesco, di Giuseppe Berneri romano Accademico Infecondo, dedicato all'illustriss.mo D. Clemente Domenico Rospigliosi, in Roma, Marc'Antonio, & Orazio Campana, a spese di Pietro Leone libraro in Parione all'insegna di San Giovanni di Dio, 1695; ultima ristampa: il cubo, Roma, 1993
- Il valor combattivo dalla forza dell'oggetto, opera scenica di Giuseppe Berneri romano, recitata in Roma, Bologna, Gioseffo Longhi, 1687
- Intermedio nuovo da recitarsi in qualsivoglia comedia, o ricreazione, del signor Giuseppe Berneri, in Ronciglione, 1701
- L'onesta riconosciuta in Genuefa che fu poi santa di questo nome, opera sacra scenica del signor Giuseppe Berneri romano, Bologna, Longhi (pubblicata probabilmente intorno al 1693.
- La conversione di S. Agostino, opera scenica del signor Giuseppe Berneri romano, Bologna, Longhi, 1687
- La felicità ricercata, opera drammatica ideale, di Giuseppe Berneri romano, Accademico Infecondo, recitata in Roma nel collegio Clementino l'anno 1673. Dedicata all'illustriss. Giacomo de'Franchi, in Roma, per Francesco Tizzoni, 1673
- La innocenza ben consigliata, dramma morale del signor Gioseppe Berneri, in Bologna per Gioseffo Longhi, 1691
- La Susanna vergine, e martire, opera sacra di Giuseppe Berneri dedicata alla signora D. Bianca Innocenza Faveri, in Roma, Michel'Ercole, 1675
- La verità conosciuta, drama morale di Giuseppe Berneri romano recitato in Roma l'anno 1676, dedicato all'illustr.ma principessa Chigi, in Roma per Michele Ercole, 1676
- Le spose del cielo, opera scenica morale di Giuseppe Berneri romano. Dedicata alla molto illustre Antonia Felice Beltrami, Ronciglione, Giacomo Menichelli, 1675
- Li sacri eroi del Giappone, tragedia sacra del sig. Giuseppe Berneri romano, Roma, Francesco Tizzoni, 1683
- L'onore perseguitato, drama morale recitatiuo di Giuseppe Berneri romano, dedicato all'illustriss.mo Marc'Antonio Borghese, in Ronciglione, 1678
- Santa Rosa di Lima, opera sagra scenica di Giuseppe Berneri romano, dedicata all'illustriss.ma Sor. Maria Alessandra Colonna, in Ronciglione, 1674
- Santa Dimpina principessa d'Irlanda, tragedia sacra del sig. Giuseppe Berneri romano. Dedicata all'illustrissima marchesa Ortentia Biscia del Drago, Roma, Michel'Ercole, 1675
- Tutti cercano fortuna, drama recitativo ideale di Giuseppe Berneri romano. Rappresentato in Roma l'anno 1679. Dedicato all'illustriss.mo e reuerendiss.mo sig. il signor abbate. Lutio dei Conti Arcani Cameriero d'onore di nostro sig. papa Innocentio XI, Roma, Michel'Ercole, 1679
- Tutti un ramo han di pazzia, drama recitatiuo ideale del signor Giuseppe Berneri, Roma, Francesco Tizzoni, 1680.